# Clark G. Reynolds
Clark Gilbert Reynolds, 11 décembre 1939 – 10 décembre 2005, est un historien américain de la guerre navale, avec un intérêt particulier pour le développement de l'aéronautique navale américaine. Il apporte par ailleurs des contributions aux domaines de l'histoire du monde, de l'histoire stratégique et de l'histoire des civilisations maritimes.

## Biographie
Ainé des deux fils de William G. et Alma E. (Clark) Reynolds, il naît à San Gabriel (Californie) et obtient son baccalauréat ès arts de l'université de Californie à Santa Barbara en 1961. Reynolds fréquente l'université Duke, où il obtient sa maîtrise ès arts en histoire en 1963 et son Ph.D. en 1964 auprès du professeur Theodore Ropp (en).
Reynolds commence sa carrière en tant qu'instructeur, et plus tard professeur titulaire, dans les départements d'anglais, d'histoire et de gouvernance à l'Académie navale d'Annapolis de 1964 à 1968. De là il passe à l'université du Maine où il sert dans le département d'histoire de 1968 à 1976 comme professeur adjoint, puis titulaire. Pendant son séjour à l'université du Maine, lui et William J. McAndrew organisent des séminaires d'histoire maritime et régionale et Reynolds devient une figure centrale pour aider à organiser la Société nord-américaine pour l'histoire océanique (en), servant de premier secrétaire-trésorier de cette organisation.
De 1976 à 1978, il est professeur et plus tard chef du département des sciences humaines avec le grade de capitaine dans la marine marchande américaine à l'Académie de la marine marchande des États-Unis à Kings Point New York.
Il sert brièvement comme professeur invité à l'université d'État du Mississippi à l'automne de 1979, mais pendant l'essentiel de la décennie entre 1978 à 1988, il est chercheur indépendant, travaillant en tant que commissaire à temps partiel et historien au Patriot's Point Naval et au musée maritime à Charleston en Caroline du Sud. En 1988, il est nommé professeur d'histoire et sert comme président du département d'histoire au College of Charleston (en) de 1988 à 1993. En 1999, il est nommé « professeur distingué » et sert à ce titre jusqu'à sa retraite en 2002 quand il est nommé professeur émérite distingué. Il meurt en 2005 d'une crise cardiaque.

## Récompenses et honneurs
La Société pour l'histoire militaire (en) a décerné à Reynolds son prix Moncado pour des articles parus dans Military History en 1975 et 1988.
Reynolds reçoit le prix Samuel Eliot Morison de littérature navale décerné par le Naval Order of the United States (en) et le prix d'excellence amiral Arthur W. Radford d'histoire et littérature d'aéronautique navale de la fondation du National Museum of Naval Aviation à Pensacola en Floride.
En 1993, la Société nord-américaine pour l'histoire océanique (en) (SNAHO) lui a décerné son prix K. Jack Bauer pour services distingués à la SNAHO et pour sa vie de contributions remarquables au domaine de l'histoire maritime.